# Capulinia sallei
Capulinia sallei är en insektsart som beskrevs av Victor Antoine Signoret 1875. Capulinia sallei ingår i släktet Capulinia och familjen filtsköldlöss. Inga underarter finns listade i Catalogue of Life.